# Gorczyca (wieś)
Gorczyca – wieś w Polsce położona w województwie podlaskim, w powiecie augustowskim, w gminie Płaska. Leży na obszarze Puszczy Augustowskiej. 
| SIMC    | Nazwa       | Rodzaj    |
| ------- | ----------- | --------- |
| 1010868 | Podmacharce | część wsi |

Wieś jest siedzibą sołectwa Gorczyca, w którego skład wchodzi również miejscowość Księży Mostek.
Wieś królewska ekonomii grodzieńskiej położona była w końcu XVIII wieku w powiecie grodzieńskim województwa trockiego. W latach 1975–1998 miejscowość należała administracyjnie do województwa suwalskiego.
W Gorczycy mieszka słynny polski sportowiec, Wojciech Fortuna.